# Weißbauch-Nachtschwalbe
Die Weißbauch-Nachtschwalbe (Chordeiles nacunda, Syn.: Podager nacunda) ist eine Vogelart aus der Familie der Nachtschwalben (Caprimulgidae).
Sie kommt in Argentinien, Bolivien, Brasilien, Ecuador, den Guyanas, Kolumbien, Paraguay, Peru, Suriname, auf Trinidad und Tobago, in Uruguay und Venezuela vor.
Ihr Verbreitungsgebiet umfasst trockene Savannen, tropisches und subtropisches Grasland, das jahreszeitlich feucht oder überschwemmt wird, sandige offene Lebensräume sowie ehemalige Waldgebiete.

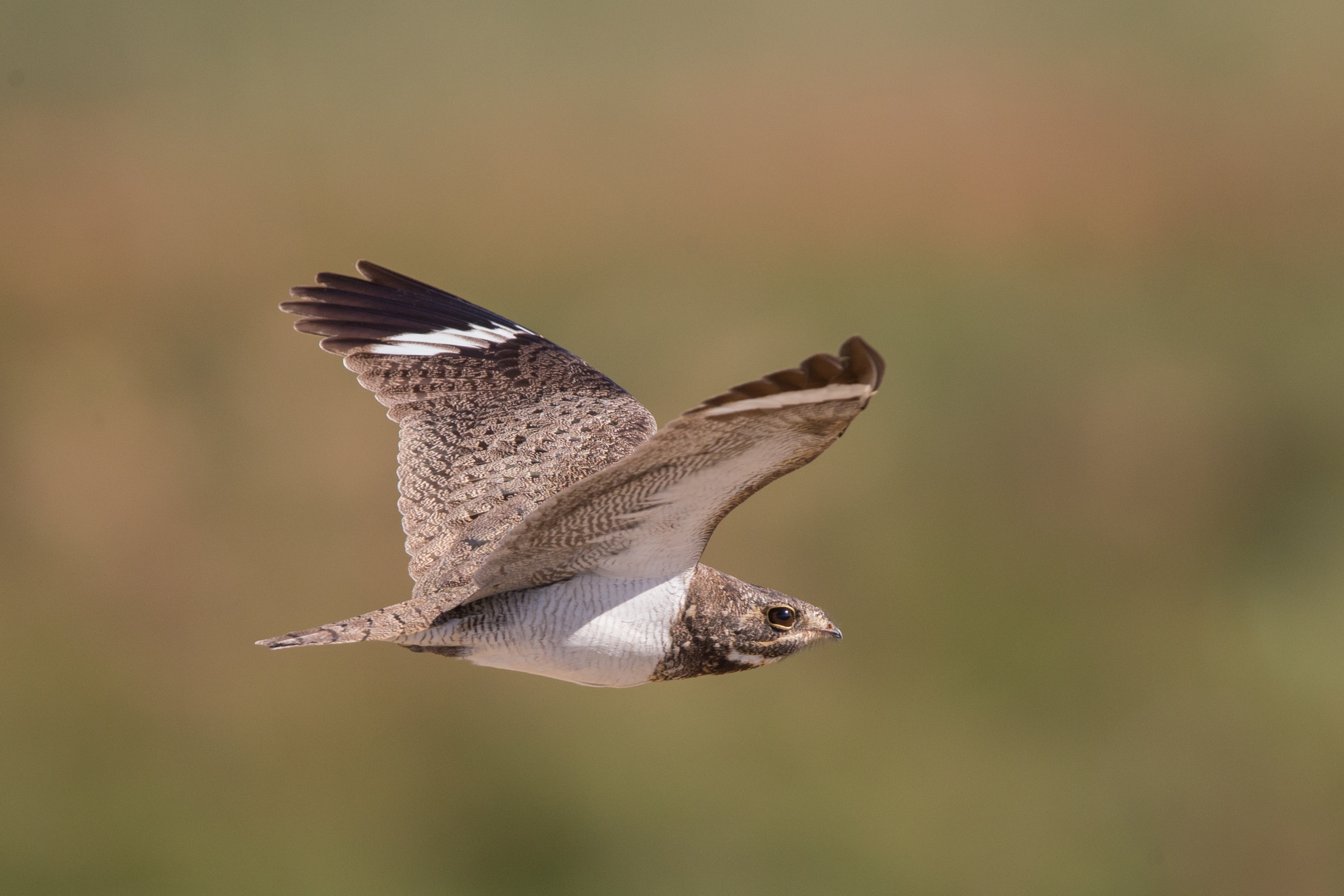
Weißbauch-Nachtschwalbe fliegend

## Beschreibung
Die Weißbauch-Nachtschwalbe ist 27–32 cm groß, das Männchen wiegt zwischen 142 und 188 g, das Weibchen zwischen 124 und 173 g. Die Oberseite und die Flügeldecken sind bräunlich mit grau-weißen und graubraunen Punkten.
Bauch und Bürzel sind blass weißlich, ein heller Kehlfleck geht in ein schmales Nackenband über. Das Männchen hat eine weiße Schwanzbinde und zeigt im Fluge eine helle Flügelbinde. In Ruheposition reichen die Flügelspitzen nicht bis zu den Schwanzspitzen.

## Stimme
Der Ruf des Männchens wird als sanftes, wiederholtes, schnurrendes prrrrr-doo beschrieben, meist vom Boden aus.

## Geografische Variation

Verbreitungsgebiet (grün) der Weißbauch-Nachtschwalbe

Bisher sind neun Unterarten bekannt:
- C. n. coryi Agne & Pacheco, 2011[4] – Nord- und Zentralkolumbien östlich über Venezuela, Trinidad, Guyanas und Norden Brasiliens. Es handelt sich um einen Ersatzname für Podager nacunda minor Cory, 1915[5], da der Name Chordeiles minor (Forster, 1771) bereits durch die Falkennachtschwalbe belegt war.
- C. n. nacunda (Vieillot, 1817)[6], Nominatform – Osten Perus, Brasilien (südlich des Amazonas), Argentinien und Uruguay

## Lebensweise
Die Nahrung besteht aus Cercopoidea, Käfern, besonders Nezara sp., Wanderheuschrecken, geflügelte Ameisen, Libellen und anderen Insekten.
Die Nachtschwalbe ist dämmerungsaktiv und bildet zum Vogelzug größere Gruppen.
Die Brutzeit liegt in Trinidad im April, in Kolumbien zwischen Januar und Juni, in Brasilien zwischen September und November und in Uruguay und Bolivien im November.

## Etymologie und Forschungsgeschichte
Die Erstbeschreibung der Weißbauch-Nachtschwalbe erfolgte 1817 durch Louis Pierre Vieillot unter dem wissenschaftlichen Namen Caprimulgus nacunda. Als Verbreitungsgebiet gab er Paraguay an, basierend auf Golondrina del vencejillo von Félix de Azara. 1832 führte William Swainson die für die Wissenschaft neue Gattung Chordeiles für die Falkennachtschwalbe (Syn. Caprimulgus virginianus Gmelin, JF, 1789) ein. Dieser Name leitet sich von »chordē χορδη« für »Sehne, Saite« und »deilē δειλη« für »Abend« ab. Der Artname nacunda leitet sich aus dem Guaraní-Wort Nhakundá für großer Mund ab. Coryi ist Charles Barney Cory gewidmet. Minor hat seinen Ursprung in lateinisch minor ‚kleiner‘. Alfred Laubmann hatte für sein Werk Die Vögel von Paraguay fünf Bälge, gesammelt durch Michael Mathias Kiefer (1902–1980) und Eugen Josef Robert Schuhmacher (1906–1973)  in Nueva Germania und San Luis de la Sierra im Departamento Concepción, zur Verfügung. Laubmann verwendete Podager nacunda für die Art. In der Literatur betrachtete er Waikthlatingmayalwa im Gran Chaco durch John Graham Kerr,  Sapucai und Asunción durch Charles Chubb, das Departamento Alto Paraná durch Arnaldo de Winkelried Bertoni, Lambaré durch Hans Hermann Carl Ludwig von Berlepsch und Puerto Pinasco im Departamento Presidente Hayes durch Alexander Wetmore. als gültige Nachweise für das Land.

## Gefährdungssituation
Die Weißbauch-Nachtschwalbe gilt als „nicht gefährdet“ (least concern).